# Easement refuge
Aux États-Unis, un Easement refuge (littéralement de l'anglais : « Servitude-Refuge» ) désigne une aire protégée volontairement classée en refuge pour la faune, flore et fonge sauvages, pour des raisons écologiques, écopaysagères et parfois aménitaires ou pédagogiques par un propriétaires privés ou un groupe de propriétaires.
Il s'agit le plus souvent de zones humides, de zones forestières, de ripisylves ou parfois de prairies sauvages ou habitats naturels de montagne...
Le cas typique est aux États-Unis celui des  National Wildlife Refuges.

Comme dans les autres Wildlife refuges', qui sont, eux, publics, l'environnement y est soumis à des lois strictes dont la surveillance de l'application est de la responsabilité de l'United States Fish and Wildlife Service. Si le refuge est constituée dans le cadre d'une servitude volontaire de conservation, l'état de refuge et de non-constructibilité ou certaines conditions de protection de la nature sont définitivement associées au terrain
L'USFWS à le droit d'y interdire ou limiter la chasse, le piégeage, la pêche ou tout autres activités pouvant perturber la flore ou la faune. Toutefois, les propriétaires des terrains gardent le droit de fourrage, de faire paître du bétail, de pratiquer l'Écobuage, sans obtenir préalablement l'autorisation du FWS.

## Équivalent dans d'autres pays
- En France ; il n'existe pas d'équivalent direct. Des systèmes de mise volontaire en refuge d'un milieu naturel ou d'un jardin, par des propriétaires privés, existent aussi, mais ils n'ont pas un caractère définitif de servitude comme c'est le cas aux États-Unis. Les réserves naturelles volontaires, qui sont devenues des réserves naturelles régionales sont bien plus difficiles et longues à mettre en œuvre, et elles demandent la présence d'espèces ou habitats jugés d'intérêt patrimonial significatif.
- En Suisse, une mise en servitude environnementale est possible

## Liens
- (en) Comment fonctionne une servitude environnementale (conservation easement) (en Anglais) ; édité par une association de propriétaires privés (Private Landowner Network) ; consulté le 20 juin 2009
- (en) "Conservation Easements" ; Pages éditée par l'ONG The Nature Conservancy.
- (en) The Conservation Easement Handbook: (pages éditées par The Trust for Public Land) et le Land Trust Alliance
- (en) Resources for Landowners: La servitude environnementale, une ressource pour les propriétaires American Land Conservancy
- (en) "Understanding PACE": Comprendre les programmes « PACE » American Farmland Trust
- (en) Farmland Information Center
- (en) Land Protection Methods For Land Trusts and Landowners: Woodland Stewards